# 地球の構造

地球の構造

左から化学組成、鉱物相、力学性質、の観点から分類した地球の構造。

地球の構造では、主に地球内部の組成構造について説明する。
地球の内部は、球状の層が幾重にも積み重なった構造となっている。外側はケイ酸塩の固体からなる地殻。その下が、高い粘性を持つアセノスフェアとマントル、続いてマントルより粘性がはるかに低い液体の外核、そして中心部は固体で内核と呼ばれる。
地球の内部構造の科学的理解は、地形および海底の観測をはじめ、露頭の岩石の観察、火山や火山活動により大深部から地表に出てきたマグマなどのサンプル、地球を通過する地震波の分析、 地球の重力および磁場の測定、地球内深部に固有の圧力と温度における結晶性固体の実験など、さまざまな研究に基づいている。

## 概要
地球の構造は、レオロジーなどの力学的性質によるものと鉱物相などの化学的組成による二通りで定義されている。力学的には、内部構造がリソスフェア、アセノスフェア、メソスフェア、外核、内核に分けられている。 化学的には、地球は地殻、上部マントル、下部マントル、外核、内核に分けられている。地球内部にある各々の地質成分層は、地表から次の深さにあるとされる。
| 地表からの深さ | 化学的層     | 力学的層       |
| -------------- | ------------ | -------------- |
| 0–70 km        | 地殻         | リソスフェア   |
| 70–130 km      | 上部マントル | リソスフェア   |
| 130–670 km     | 上部マントル | アセノスフェア |
| 670–2890 km    | 下部マントル | メソスフェア   |
| 2890–5150 km   | 外核         | 外核           |
| 5150–6360 km   | 内核         | 内核           |

- 地域により、リソスフェアの厚さは5–200km。
- 地域により、地殻の厚さは5–70km。

地球の層は、地震によって起こる屈折・反射した地震波の伝播時間の計測から間接的に推察されたものである。核はS波の通過を許さず、他の層では（地震波の）移動速度が異なる。異なる層の間の地震波速度の変化はスネルの法則のために屈折を引き起こし、まるでプリズムを通過する光の屈折のようである。同様に、反射は地震波速度の大きな増加によって起こるもので、これは鏡から反射する光に類似している。

## 地殻
地殻は、地球の最も外側にある層で、地表からの深さは場所により5-70kmとされる。海底にある薄い部分（5-10km）は海洋地殻で、玄武岩のように高密度の鉄やマグネシウム（苦鉄質）を含むケイ酸塩の火成岩で構成されている。より厚い地殻は大陸地殻で、これは密度が低くて、花崗岩のようにナトリウムやカリウムやアルミニウム（珪長質）を含むケイ酸塩岩石で構成されている。エドアルト・ジュースは、地殻の岩石をシアルとシマの2つに分類し、地下約11kmのところにあるコンラッド不連続面よりも下の部分をシマだと推定した。
リソスフェアは地殻と重なるが、もう少し広い範囲、最上部のマントルまで含まれる。地殻とマントルの境界は2つの異なる物理事象から知ることができる。1つが、モホロビチッチ不連続面（モホ面とも）として一般に知られている地震波速度の急変化。この原因は、モホ面を境に斜長石や長石を含む岩盤（上）から長石を含まない岩盤（下）への岩石組成の変化があると考えられている。もう1つが、海洋地殻において超苦鉄質集積岩相と構造変形をうけたハルツバージャイト（斜方輝石かんらん岩）との間の化学的な不連続。これは海洋地殻が大陸地殻の上に乗り上げたものがオフィオライトとして保存されていて、海洋地殻の深部を地上から観察することができる。
現在の地球の地殻を構成している岩石の多くは1億年前までに形成されたものである。しかしながら、最古として知られている鉱物は約44億年前のもので、少なくとも地球は44億年の間、固体の地殻を持っていたことが示されている。

## マントル

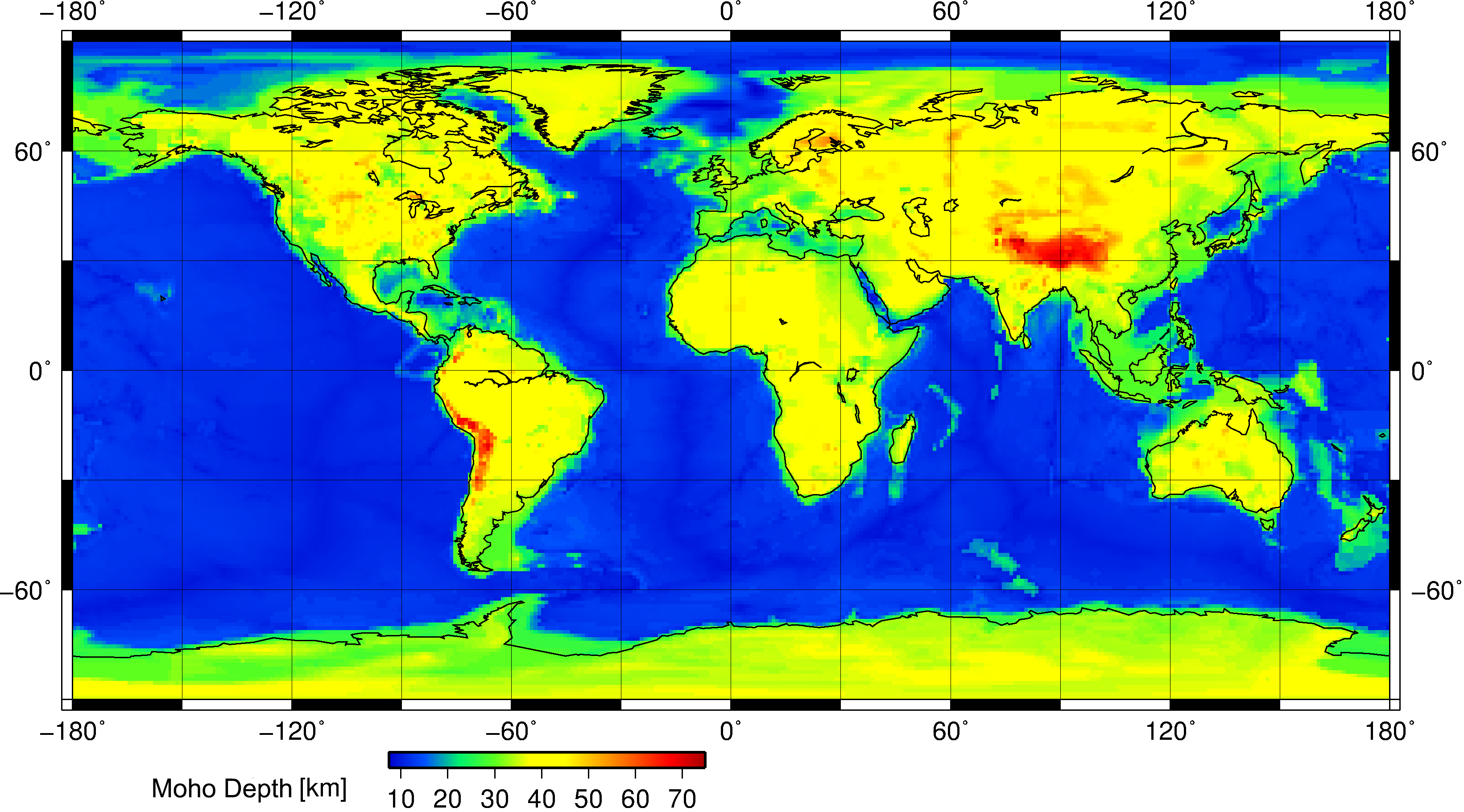
モホロビチッチ不連続面の位置を示す世界地図。

地球のマントルは地下70-2890kmの深さまで及んでおり、地球で最も分厚い層となっている。マントルは上部と下部のマントルに分かれており、両者は鉱物相でいう遷移層にて隔てられている。マントルと核（外核）の境界はグーテンベルク不連続面と呼ばれ、この境界に隣接するマントルの最下部は「D”（ディーダブルプライム）層」として知られている。マントル底部の圧力は約140ギガパスカル（140万気圧）である。
マントルは、上層の地殻に比べて鉄とマグネシウムが豊富なケイ酸塩岩石で構成されている。固体ではあるが、マントル内の高温によってケイ酸塩物質には十分な延性があり、非常に長い時間尺度で流動することができる。 マントルの対流は、プレート 運動となって地上に表れる。マントルの深部へ向かうにつれて圧力は著しく増大するため、マントルの下部は上部マントルよりも流れが淀んだものとなる（マントル内での化学変化も重要とされる）。 マントルの粘度は、深さに応じて1021-1024Pa・s の範囲である。プレートテクトニクスを引き起こす熱源は、惑星の形成から残された原初の熱および、地球の地殻やマントルにおけるウラン、トリウム、カリウムなどの放射性核種の放射性崩壊に伴って発生する熱である。

## 核
地球の中心部となる内核は固体だと考えられており、これは地球の密度を算出することで導かれた。地球の平均密度は5.515g/cm3であるが、地表面の平均密度が約3.0g/cm3なので、地球の核にはもっと高密度の物質が存在すると結論づけざるをえないのである。1770年代に実施されたシェハリオンの実験によってこの結果がもたらされ、以後知られるようになった。チャールズ・ハットンは1778年の報告書で、地球の平均密度が地表面の岩石のものなら約9/5でなければならず、地球の内部が金属でなければならないと結論づけた。そして彼は、この金属部分が地球の直径の約65％を占めると推定した。ハットンの地球平均密度の推定値は4.5g/cm3と約20％も低かったものの、ねじり天秤を用いた1798年のキャヴェンディッシュの実験では5.45g/cm3と、現在の値との誤差が1％以内だった。
地震波観測にて核は、半径約1220kmの「固体」である内核と、その外側にプラス約2200km（中心からの半径は約3400kmまで）にわたる「液体」の外核、という2つの部分に分けられることが示された。密度は、外核で9900-12200kg/m3であり、内核で12600-13000kg/m3である。
内核はインゲ・レーマンによって1936年に発見され、主に鉄と若干のニッケルで構成されていると一般的には考えられている。この層はS波（横波の地震波）の伝播が可能なため、固体でなければならない。 実験での証拠が核の結晶モデルを決定づけるものとなった。他の研究実験では、高圧下での不一致が示されている。ダイヤモンドアンビルセルで核圧力環境にした（静的）研究では、レーザー衝撃での（動的）研究よりも約2000K低い溶融温度が生み出された。レーザーでの研究ではプラズマが生成され、その結果として内核が固体なのか固体の密度を持つプラズマなのかは、内核状態の制約（高圧かつ高温の設定）しだいであることが示された。ここは活発に研究されている領域である。
約46億年前とされる地球形成の初期段階では、溶融が引き起こす惑星構造の分化（planetary differentiation およびiron catastropheを参照）と呼ばれる過程で高密度の物質が中心に向かって沈み込み、密度の低い物質は地殻へと移動させられる。このようにして核は、大部分が鉄（80％）で、残りがニッケルと軽元素を1つ以上含んだもので構成されていると考えられている。一方、鉛やウランのような他の高密度元素はあまりにも存在が稀であり、また軽元素に結合する傾向もあるため、したがって地殻に残っている（珪長質鉱物を参照）。内核は単一の鉄結晶の形かもしれないと主張する者もいる。ダイヤモンドアンビルセルの実験条件下で、鉄＝ニッケル合金のサンプルを核のような圧力環境にして、約4000Kに加熱した。そのサンプルをX線で観察したところ、地球の内核は南北に走っている巨大な結晶でできているという理論を強く支持するものだった。
液体の外核は内核を取り囲み、鉄にニッケルとさらに軽い元素が微量に混ざったもので構成されている、と考えられている。ダイナモ理論は、コリオリ効果と組み合わされた外核の対流が、地球の磁場を引き起こすことを示唆している。固体の内核は永久磁場を保持するには高温すぎる（キュリー温度を参照）が、恐らく液体の外核によって生成された磁場を安定化させるよう作用する。地球の外核の平均した磁場強度は、地表の磁場よりも50倍強い25ガウス（2.5ミリテスラ）と推定されている。
2005年8月、地球物理学者のチームは『Science』誌で、地球の内核が地表面の回転に比べて年に約0.3-0.5度速く回転しているとの推定を発表した。最近の憶測仮説では、核の最も内側の部分が金、プラチナ、および他の親鉄元素（siderophile element）に富んだものであるとの示唆もされている。

## 隕石との関連
地球は宇宙における天体の1つであるから、地球を構成する物質は、ある種のコンドライト隕石とか太陽の外側の物質とも基本的には関連がある。重力によって大小の隕石衝突が繰り返されて地球が形成されたのなら、地球が主にコンドライト隕石のようだと考えることには正当な理由がある。
1940年代初頭よりフランシス・バーチを含む科学者達は、地球とは普通のコンドライト（地球に落ちてくる最も一般的なタイプの隕石）と似たようなものだという前提で地球物理学を構築した。一方、エンスタタイト・コンドライトと呼ばれる他の少数種の隕石は全く無視されていた。2つの隕石タイプの主な違いとしては、エンスタタイト・コンドライトは極めて限定された利用可能な酸素の状況下で形成されたもので、地球の核に準ずる合金部分の中に部分的または全体的に存在する、ある種の普遍的な親酸素元素を（地球に）もたらしている。